# Ferragosto in bikini
Ferragosto in bikini è un film del 1960 diretto da Marino Girolami.

## Trama
Vigilia di Ferragosto in una grande città. La gente va al mare in cerca di refrigerio. Sulla spiaggia di Fregene si trovano il cav. Bonaccorsi, carico di debiti, con la sua giovane e avvenente segretaria; Heinrich, un ex ufficiale della Wehrmacht, in compagnia di Ainé, un'amica occasionale; il rag. Piccoli, un impiegato che spia la moglie spinto da ingiustificata gelosia istigato dal suo capo ufficio, Dario e Denise due giovani che si vogliono bene; Harold e Gladys, uno pseudo pastore protestante, con la pseudo moglie,ed infine, Raf e Carlo, due ladruncoli in cerca di qualcuno da derubare. Con questi ed altri personaggi si svolgono le avventure di un ferragosto al mare. A fine giornata: il cav. Bonaccorsi, con un espediente che sa di ricatto, pagherà i suoi debiti; Heinrich, troverà ciò che da anni inutilmente cercava; Denise e Dario scopriranno di amarsi; il rag. Piccoli si riconcilierà con la moglie, infine, i ladruncoli saranno arrestati dalla polizia.